# Jaramillo, Argentina
Jaramillo är en ort i Argentina.   Den ligger i provinsen Santa Cruz, i den södra delen av landet, 1 600 km sydväst om huvudstaden Buenos Aires. Jaramillo ligger 190 meter över havet och antalet invånare är 420.
Terrängen runt Jaramillo är platt. Trakten runt Jaramillo är nära nog obefolkad, med mindre än två invånare per kvadratkilometer.. Jaramillo är det största samhället i trakten.
Omgivningarna runt Jaramillo är i huvudsak ett öppet busklandskap.